# Heinrich Göppert

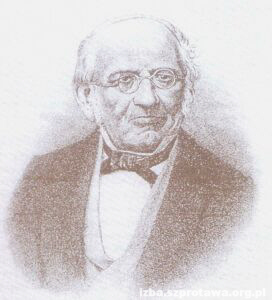
Heinrich Göppert

Johann Heinrich Robert Göppertⓘ (25 tháng 7 năm 1800 - 18 tháng 5 năm 1884) là một nhà thực vật học và cổ sinh vật học người Đức.

## Tiểu sử
Heinrich Göppert sinh ra ở Sprottau, Lower Silesia và qua đời tại Breslau. Năm 1831, ông trở thành giáo sư thực vật học, đồng thời là người quản lý các vườn thực vật ở Breslau. Năm 1852, ông trở thành giám đốc của các vườn thực vật.
Ông nổi tiếng với các nghiên cứu về cổ thực vật học, là tác giả của nhiều bài viết trong lĩnh vực này. Göppert đã thực hiện nghiên cứu sâu rộng về sự hình thành than và hổ phách, đồng thời tiến hành các nghiên cứu so sánh giữa hệ thực vật hiện có và cổ thực vật. Năm 1840, ông đã chứng minh sự tồn tại của tế bào thực vật trong các chế phẩm than cứng hiển vi, đưa ra lời kết cho cuộc tranh luận lâu dài về nguồn gốc của than. Bộ sưu tập mẫu vật thực vật hóa thạch riêng của ông được coi là tốt nhất trên thế giới.
Ông là cha của một luật sư đáng chú ý thời đó, Heinrich Robert Göppert, và là ông cố của Maria Goeppert-Mayer (Giải Nobel Vật lý, 1963).
Năm 1861, ông trở thành thành viên nước ngoài của Viện Hàn lâm Khoa học và Nghệ thuật Hoàng gia Hà Lan.
Göppert là một nhà phê bình học thuyết Darwin. Vào năm 1864 và 1865, ông đã xuất bản các bài báo chỉ trích lý thuyết sinh giới có nguồn gốc chung của Charles Darwin từ nghiên cứu về cổ sinh vật học.

## Tác phẩm
- Die fossilen Farnkräuter (On fossil ferns) - (1836).
- De floribus in statu fossili (1837).
- De coniferarum structura anatomica (Anatomical structure of conifers) - (1841).
- Die Gattungen der fossilen Pflanzen, verglichen mit denen der Jetztzeit (Types of the fossil plants, and comparison to those of the present) - (1841–42).
- Ueber die chemischen Gegengifte, zum Gebrauche für Ärzte, Wundärzte und Pharmaceuten, so wie für academische Vorlesungen: mit 1 Tab.. Max, Berlin 2. Ausg. 1843 Digital edition by the University and State Library Düsseldorf.
- Der Bernstein und die in ihm befindlichen Pflanzenreste der Vorwelt (with Georg Karl Berendt, 1845).
- Abhandlungen über die Entstehung der Steinkohlenlager aus Pflanzen (1848).
- Abhandlung über die Beschaffenheit der fossilen Flora in verschiedenen Steinkohlenablagerungen eines und desselben Reviers (Condition of fossil flora in different hard coal deposits) - (1849).
- Monographie der fossilen Koniferen, verglichen mit denen der Jetztwelt (Monograph on fossil conifers) - (1850).
- Beiträge zur Tertiärflora Schlesiens (Contributions to Tertiary flora in Silesia) (1852).
- Die Tertiärflora von Schoßnitz in Schlesien (Tertiary flora of Schossnitz) (1855).
- Die Tertiärflora auf der Insel Java (Tertiary flora of the Island of Java) (1855).
- Über die fossile Flora der silurischen, der devonischen und der untern Kohlenformation (Fossil flora of the Silurian & Devonian Periods in regards to coal formation) - (1860).
- Die fossile Flora der permischen Formation (Fossil flora of mixed formation) (1864–65).
- Über Aphyllostachys, eine neue fossile Pflanzengattung, sowie über das Verhältnis der fossilen Flora zu Darwins Transmutationstheorie (Phyllostachys, a new fossil type; on the relationship of fossil flora to Darwin's theory of transmutation) - (1866).